# Бельский (Белорецкий район)
Бе́льский (баш. Бельский) — деревня в Белорецком районе Республики Башкортостан России. Входит в состав Кагинского сельсовета.
С 2005 года имеет современный статус.

## География

### Географическое положение
Находится на берегу реки Белой.
Расстояние до:
- районного центра (Белорецк): 82 км,
- центра сельсовета (Кага): 5 км,
- ближайшей ж.-д. станции (Белорецк): 77 км.

## История
Название происходит от русского названия реки Агидель (башк. Ағиҙел) — Белая.
Статус деревня, сельского населённого пункта, посёлок получил согласно Закону Республики Башкортостан от 20 июля 2005 года № 211-з «О внесении изменений в административно-территориальное устройство Республики Башкортостан в связи с образованием, объединением, упразднением и изменением статуса населенных пунктов, переносом административных центров», ст.1:

6. Изменить статус следующих населенных пунктов, установив тип поселения: деревня:

5) в Белорецком районе:…

в) поселка Бельский Кагинского сельсовета

## Население
| 2002 | 2009 | 2010 |
| ---- | ---- | ---- |
| 65   | ↗68  | ↘56  |

Национальный состав
Согласно переписи 2002 года, преобладающая национальность — башкиры (95 %).
Численность населения на 2020 год составляла 39 человек.